# Salle Némée de Dinan
Il Salle Némée de Dinan è un palazzetto dello sport della città di Dinan in Francia. Ha una capienza di 1.400 posti. 